# Danny Fantôme : La Jungle urbaine
Danny Fantôme : La Jungle urbaine (Danny Phantom: Urban Jungle) est un jeu vidéo d'action développé par Altron édité par THQ, sorti en 2006 sur Game Boy Advance et Nintendo DS. Il est basé sur la série d'animation Danny Fantôme.

## Accueil
- IGN : 6/10[1]